# Distrugerea satului românesc

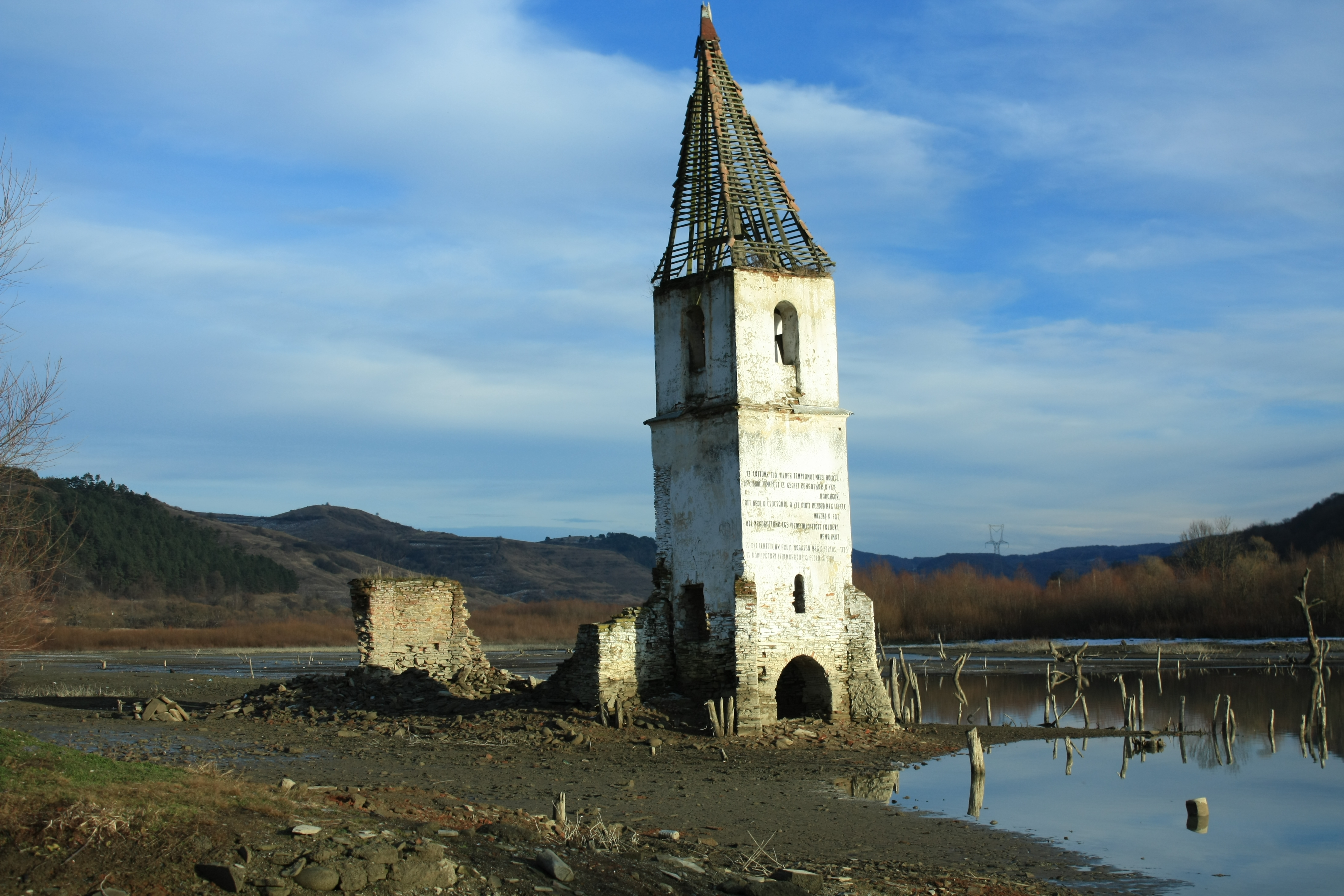
Simbol al distrugerii satelor transilvănene: ruinele bisericii catolice din Bezidu Nou în 2014 (acum distruse)

Demolarea satului românesc, cunoscut oficial sub numele de planul de sistematizare a satelor, a fost un program de așezare și planificare a populației în Republica Socialistă România de atunci. Demararea oficială a programului poate fi considerată 29 aprilie 1988, când secretarul general al partidului Nicolae Ceaușescu a anunțat „planul de sistematizare a așezărilor”, iar Revoluția din decembrie 1989 și căderea dictaturii comuniste a încheiat acest proiect. Deși scopul oficial al programului era planificarea așezărilor, suprimarea maghiarilor și germanilor și eliminarea relațiilor sociale tradiționale în general au fost, de asemenea, intenții clare politice. Deși programul a fost implementat doar parțial, a înrăutățit și mai mult situația poporului și a minorităților române sub dictatura stalinistă, iar numărul persoanelor (în special maghiarii) care fugeau în Ungaria a crescut semnificativ. Distrugerea satului a dus la manifestații spontane în masă în Ungaria în 1988, iar guvernul maghiar a întreprins, de asemenea, câțiva pași ezitant și ineficienți. De asemenea, programul a contribuit la izolarea definitivă în politica externă a regimului Ceaușescu, care menținuse de multă vreme bune relații cu Occidentul prin anturajul său special.